# 萊奧塔鎮區 (明尼蘇達州諾布爾斯縣)
萊奧塔鎮區（英語：Leota Township）是位於美國明尼蘇達州諾布爾斯縣的一個行政鎮區。

## 地方資料
萊奧塔鎮區的面積為93.91平方千米，當中陸地面積為93.81平方千米，而水域面積為0.10平方千米。根據2020年美國人口普查的數據，當地共有人口384人，而人口密度為每平方千米4.09人。